# Matriu dominant en diagonal
En matemàtiques, es diu que una matriu quadrada és diagonalment dominant si, per a cada fila de la matriu, la magnitud de l'entrada diagonal en una fila és més gran o igual que la suma de les magnituds de totes les altres (no diagonals) entrades d'aquesta fila. Més precisament, la matriu A és diagonalment dominant si
{\displaystyle |a_{ii}|\geq \sum _{j\neq i}|a_{ij}|\quad {\text{per tot }}i\,}
on aij denota l'entrada a la fila i i la columna j.
Tingueu en compte que aquesta definició utilitza una desigualtat feble i, per tant, de vegades s'anomena dominança diagonal feble. Si s'utilitza una desigualtat estricta (>), això s'anomena dominança diagonal estricta. El terme no qualificat dominància diagonal pot significar tant domini diagonal estricte com feble, depenent del context.
Exemple:
La matriu
{\displaystyle A={\begin{bmatrix}3&-2&1\\1&-3&2\\-1&2&4\end{bmatrix}}}
és diagonalment dominant perquè
{\displaystyle |a_{11}|\geq |a_{12}|+|a_{13}|}
{\displaystyle |b_{22}|\geq |b_{21}|+|b_{23}|}
{\displaystyle |b_{33}|\geq |b_{31}|+|b_{32}|}